# Polydora cornuta
Polydora cornuta is een borstelworm uit de familie Spionidae. Het lichaam van de worm bestaat uit een kop, een cilindrisch, gesegmenteerd lichaam en een staartstukje. De kop bestaat uit een prostomium (gedeelte voor de mondopening) en een peristomium (gedeelte rond de mond) en draagt gepaarde aanhangsels (palpen, antennen en cirri).
Polydora cornuta werd in 1802 voor het eerst wetenschappelijk beschreven door Bosc en is het typesoort van het geslacht Polydora.

## Verspreiding
Polydora cornuta is een buisvormende estuariene en mariene borstelworm. Het heeft een wereldwijde verspreiding en het definitieve oorspronkelijke verspreidingsgebied is niet bekend. Het werd voor het eerst beschreven vanuit South Carolina en vervolgens gevonden langs de oostkust van Canada tot Mexico. Men denkt dat het werd geïntroduceerd in de Zwarte Zee en de Middellandse Zee, de zuidwestelijke Atlantische Oceaan (Brazilië-Argentinië), de noordoostelijke Stille Oceaan (van Brits-Columbia tot Mexico), de noordwestelijke Stille Oceaan (China-Rusland) en de zuidwestelijke Stille Oceaan (Australië-Nieuw-Zeeland). Het komt zowel voor in aangroeigemeenschappen als in modderige zeebodems, maar kan niet doordringen in kalkhoudende ondergronden.
Populaties over de hele wereld vertonen kleine verschillen in morfologie en substantiële verschillen in grootte die kunnen wijzen op zowel genetische als omgevingsverschillen. Moleculaire studies zijn nodig om de taxonomie, biogeografie en invasiegeschiedenis van deze groep te ontrafelen.